# Satsang
Satsang, z sanskryckiego सत्संग – dosł. „obcowanie z prawdą” (sat – „prawda”; sanga – „towarzystwo”) – rodzaj praktyki duchowej w hinduizmie, zwłaszcza w tradycji adwajtawedanta, polegający na aktywnym dialogu (pytaniach i odpowiedziach) z nauczycielem, często w połączeniu z sesjami medytacyjnymi. Praktyka ta ma na celu zauważenie, że nie jesteśmy tylko ciałem i umysłem, to tylko część całej boskości (świadomości).